# 개체군
개체군(population)은 같은 서식지에서 살고 있는 생물 개체들의 집단이다. 종군(種群)이라고도 한다. 생물의 생존은 상호 의존적이기 때문에 단독으로 살아갈 수 없으며 집단을 이루어 생활하게 된다. 개체군 안에서는 개체 사이의 다양한 상호작용이 일어나 개체 단위와는 다른 특성을 보이게 된다.

## 집단유전학

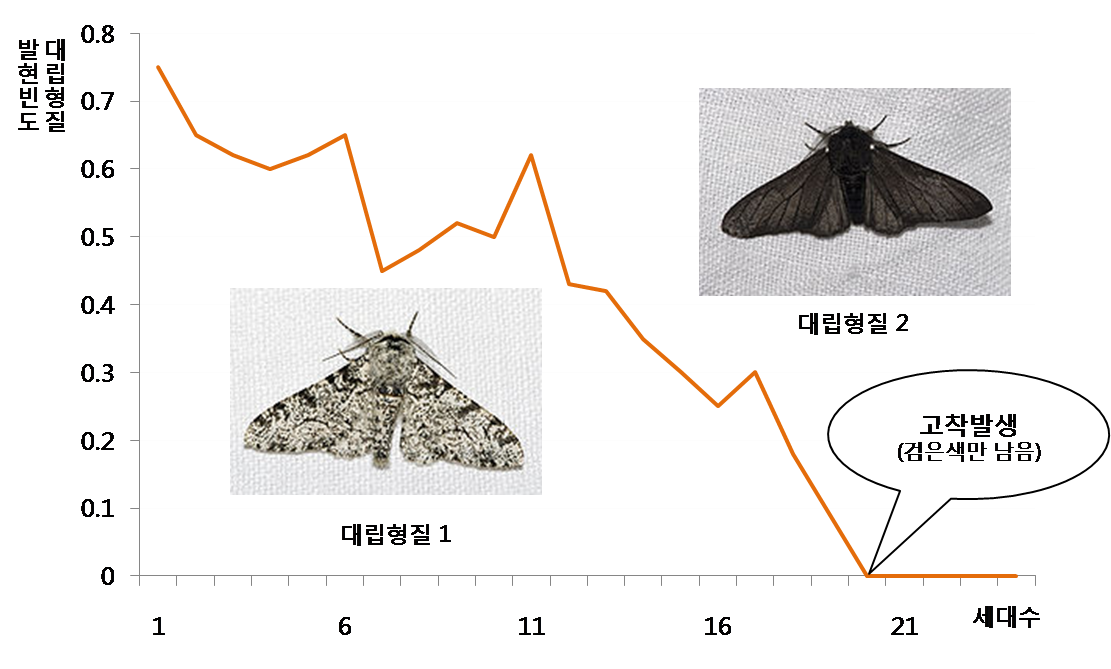
고착의 발생

집단유전학에서는 개체군에서 나타나는 대립형질 발현빈도가 세대가 지남에 따라 변화하여 일정 세대가 되면 하나의 형질만이 살아남는 고착현상을 보인다는 것을 관찰하였다. 집단유전학은 이러한 고착의 원인을 찰스 다윈의 자연선택에 의한 진화 압력으로 설명하고 있다. 즉, 다양한 대립 형질 가운데 보다 환경에 적응하기 유리한 형질을 가진 개체가 더 많은 자손을 남길 것이고 이것이 반복되면 결국 어느 시점에서는 집단 내에서 하나의 형질만이 남게 될 것이다. 이 외에도 유전자 부동, 유전자 이동, 인위적 선택 등이 생물 집단의 대립형질 빈도 변화에 영향을 준다.

## 생태학
생태학의 주요 연구 가운데 하나는 개체군을 관찰하는 것이다.

### 개체군의 주요 개념
생태학에서 다루는 개체군 연구의 주요 개념은 다음과 같다.
- 개체군 밀도: 개체군의 밀도는 인구 밀도와 같이 일정한 공간에서 생활하는 개체수 또는 생체량으로 다음과 같이 계산된다.

{\displaystyle D={\frac {N}{S}}}
 D : 밀도, N : 개체수, S : 서식지의 넓이
- 개체수 변화: 시간을 두고 주기적으로 변화하는 개체수의 증가나 감소를 관찰한다. 비교적 오랜 시간이 걸리는 장기적 변화를 관찰하기도 한다. 환경의 급격한 변화로 인해 개체수의 변화가 크게 일어나는 대발생 현상이 일어나기도 한다.
- 상호관계 : 개체군 내에서는 먹이, 생활 공간, 배우자 등을 차지하기 위해서 여러 가지 형태의 경쟁을 하면서도 생태적 지위를 형성하는 질서를 이룬다.
  - 세력권 : 포유류와 조류에서는 일정한 공간을 독점하여 다른 개체의 접근을 막는 행동을 하는 경우가 있다. 텃세권이라고도 한다.
  - 순위제 : 어류, 조류, 포유류 등에서 힘의 서열에 따라 순위가 결정되는 경우이다.
  - 리더제 : 한마리의 리더가 집단을 통솔하여 먹이를 얻거나 위험에 대처하는 경우이다.
  - 사회생활: 일부 동물들은 개체군 안에서 복잡한 사회 관계를 형성하기도 한다.

## 연구

### 멸종 위기 동물

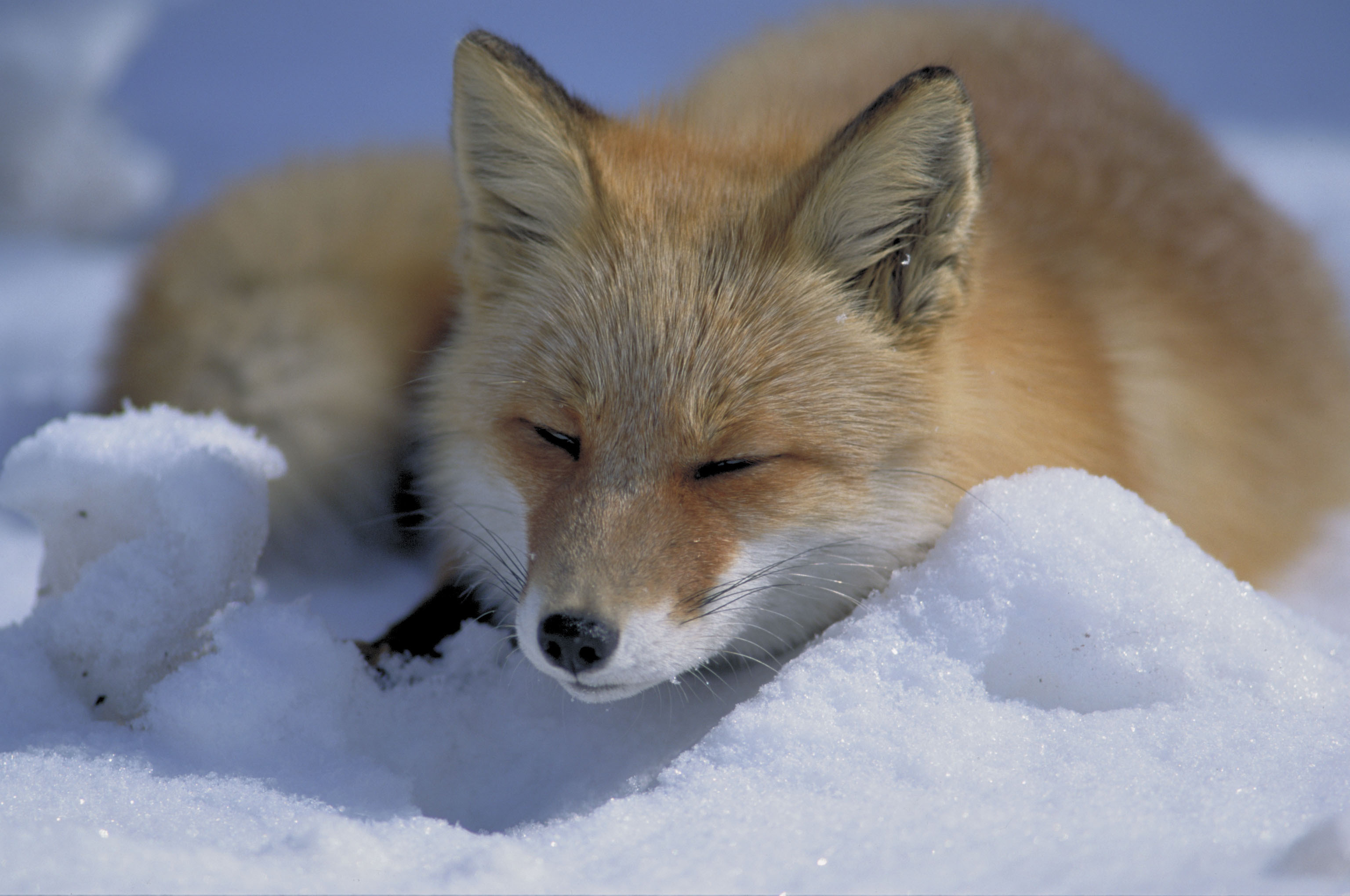
대한민국에서 흔한 동물이었던 여우는 더 이상 보이지 않는다.

보전유전학에서는 야생 동물의 계통 분류와 개체군의 유전적 다양성 측정을 통해 다른 건강한 상태의 개체군과 비교하여 이들이 유전적으로 얼마나 건강한지를 측정한다. 이러한 연구는 개체군 병목 현상과 같은 상황에 대한 대처를 가능하게 한다. 보전유전학은 이 외에도 개체군의 서식지 보호에 필요한 정보등을 연구하고 있다.
멸종의 위협에 처한 동물의 개체군을 야생복귀 시키기 위해서는, 우선 그 개체군이 어느 정도의 절멸 위험에 처해있는가에 대한 정확한 진단이 필요하다. 개체군 생존분석은 각종 자연환경 요소 및 해당 종의 다양한 생태적인 변수들을 이용하여, 개체군이 현재 처한 절멸 위협 정도와 미래의 절멸 가능성, 그리고 개체군 유지를 위한 최소개체군의 크기 등에 대한 정보를 제공하여, 야외 개체군의 관리 및 복원계획을 효과적으로 수립하도록 하는 데 큰 도움을 주고 있다. 개체군에 영향을 주는 복잡한 환경적, 생태적 변수들과 이들 간의 상호작용에 대한 분석을 가능하게 해주는 개체군생존분석의 유용성 때문에 국제 자연 보호 연맹의 ‘재도입을 위한 지침(IUCN Guidelines for Re-introductions)’에서는 장기적인 개체군 관리를 위해 재도입을 하고자 하는 종에 대하여, 재도입사업의 시작 전에 개체군생존분석을 실시할 것을 권고하고 있다.

### 농업
농업에서는 농작물에 유해한 영향을 주는 해충의 개체군을 줄이기 위해 노력한다. 환경의 변화로 개체군이 크게 증가한 해충을 억제하지 못할 경우 농업 생산량에 큰 타격을 줄 수도 있다.

### 장기 생태 연구
생태계의 변화를 이해하기 위해 개체군에 대한 장기 생태 연구가 진행되고 있다. 대한민국에서는 국가장기생태연구를 통하여 조류와 포유류 등의 개체군을 조사하고 있다. 1997년부터 2007년까지 진행된 대한민국의 주요 조류 개체군 조사에서는 그 동안 감소세를 보이던 참새, 제비와 같은 종들이 다소 증가하는 추세로 안정화 되고 있다고 보고하고 있다.

## 같이 보기
- 개체군 생태학